# Morondava (rzeka)
Morondava – rzeka w zachodniej części Madagaskaru, w prowincji Toliara, o długości 160 km. Swoje źródła ma na Płaskowyżu Centralnym. Uchodzi do Oceanu Indyjskiego w mieście Morondava.